# Catedral del Sagrado Corazón (Kamloops)
La catedral del Sagrado Corazón (en inglés: Sacred Heart Cathedral) es una iglesia de estilo románico, que sirve como la catedral de la diócesis de Kamloops en la Columbia Británica al oeste de Canadá. Se encuentra ubicada en la zona del centro de Kamloops en la intersección de la calle Nicola y la tercera Avenida (3rd Avenue).
La construcción de la catedral comenzó en 1921, a pocas cuadras del sitio de una iglesia anterior del mismo nombre que se había quemado dos años antes. Se abrió en diciembre de 1925 y ahora está en la lista de Patrimonio de la ciudad hecha por el Museo y Archivo de la ciudad de Kamloops.
La catedral fue construida en un estilo románico y es conocida por sus vidrieras, el altar mayor y el retablo adornado, la balaustrada de la escalera en la entrada principal, el campanario rematado con una cúpula y el uso del ladrillo rojo para el exterior. La catedral fue ampliada posteriormente cuando se construyó un ala oeste.